# 16113 Ahmed
16113 Ahmed este un asteroid din centura principală de asteroizi.

## Descriere
16113 Ahmed este un asteroid din centura principală de asteroizi. A fost descoperit pe 6 decembrie 1999 la Socorro, New Mexico, în cadrul proiectului LINEAR. Asteroidul prezintă o orbită caracterizată de o semiaxă mare de 2,91 ua, o excentricitate de 0,09 și o înclinație de 2,7° în raport cu ecliptica.